# Овруцький повіт (Велике князівство Литовське)
Овруцький повіт (пол. Powiat owrucki) — адміністративно-територіальна одиниця Київського воєводства в роки з 1471 по 1569 у складі Великого князівства Литовського, з 1569 по 1793 — Корони Польської Речі Посполитої.

## Адміністративно-територіальний устрій
Адміністративний центр — місто Овруч.
Повіт був не лише адміністративною, але й управлінською, судочинною, податковою, та військовою одиницею. Важливі рішення приймались у повітовому центрі на зібраннях, які мали назву «сеймик» (в Овручі відбувалися з 1659 року), шляхом голосування шляхтичів-землевласників. Збори скликались універсалом короля або ж повітового урядника — старости. Повіт налічував 15 урядників.

## Основні населені пункти
- Овруч;
- Коростень;
- Чорнобиль;
- Олевськ;
- Ксаверів;
- Базар;
- Калинівка.